# Klaus Kofler
Klaus Kofler (* 8. Dezember 1981 in Schlanders) ist ein italienischer Rennrodler.
Klaus Kofler aus Kastelbell rodelt seit 1995. Seit 2002 gehört der Sportsoldat dem italienischen Nationalkader an. Zunächst fuhr Kofler im Einsitzer. Sein Debüt im Rennrodel-Weltcup gab er in der Saison 2002/03. Sein erstes Rennen, in dem er 34. wurde, bestritt er in Oberhof. Zur Saison 2003/04 wechselte er als Hintermann in den Doppelsitzer. Bis einschließlich der Saison 2007/08 trat er mit Hans Peter Fischnaller an. Sein Debüt im Rennrodel-Weltcup gab das Duo Fischnaller/Kofler im ersten Rennen der Saison 2003/04, wo sie in Sigulda 16. wurden. In dieser Saison folgte nur noch ein weiterer Einsatz. Seit der anschließenden Saison, in der das Doppel alle Rennen bestritt, starteten sie dauerhaft im Weltcup. Beste Ergebnisse der Italiener wurden siebte Ränge in Lake Placid und Calgary. Ein Sturz im letzten Rennen in Winterberg verhinderte eine Platzierung unter den Top Ten in der Gesamtwertung, somit wurden beide Elfte. Die folgende Saison brachte für Fischnaller/Kofler keine Verbesserungen, sie wurden am Ende 13. der Gesamtwertung. In den beiden folgenden Saison verschlechterte sich das Doppel stetig, wenn auch immer nur leicht.
Mehrfach trat Kofler bislang mit Fischnaller bei internationalen Großereignissen an. Die Rennrodel-Weltmeisterschaften 2005 beendeten sie als 13., 2007 als 14. und 2008 in Oberhof als 12. Noch besser lief es bei den Rennrodel-Europameisterschaften 2006 in Winterberg, wo das Doppel Neunte wurde, 2008 in Cesana Pariol belegten sie Platz elf. Seit der Saison 2008/09 ist Patrick Schwienbacher Fischnallers neuer Doppelpartner.